# Frosted Glass
『Frosted Glass』（フロステッド・グラス）は栗林誠一郎のアルバム。

## 内容
12曲中2曲はセルフカバー曲。最後の「Leave the Liar」は自身の英語詞。ギターはDIMENSIONの増崎孝司が全曲参加しており、事実上、栗林の専属ギタリストと言う形で定着した。

## 収録曲
1. 何故
2. Priority
3. 永遠の少年達
4. THOSE SUMMER DAYS - 原曲:B.B.クィーンズ「いとしのsummer days」
5. 君に言えない感情
6. I'll be with you
7. Bracing wind
8. こんなの愛じゃない
9. 明日は来る
10. 気付けないほど君は
11. バラードが泣いた夜 - 原曲:Mi-Ke「Please Please Me, LOVE」(作詞は上杉昇)
12. Leave the Liar

作詞:牧穂エミ(1,2,7,8)、小田佳奈子(3〜6,9,11)、NORI(10)、栗林誠一郎(12)
英訳詞:AMY(4)
作曲・編曲:栗林誠一郎(1〜12)

## 参加アーティスト
- 栗林誠一郎 - ベース、アコースティックギター、シンセサイザー、コーラス
  - 増崎孝司 - ギター
  - 小野塚晃 - ピアノ
  - 勝田かず樹 - サックス
  - 青山純 - ドラム
  - 江口信夫 - ドラム
  - 池田大介 - シンセサイザー・オペレーション
  - 小林太 - トランペット
  - 河合わかば - トロンボーン